# Peter H. Ruvolo
Peter H. Ruvolo (Alcamo, 31 agosto 1895 – Brooklyn, 27 gennaio 1943) è stato un avvocato e politico statunitense.

## Biografia
Nato ad Alcamo, in Sicilia, nel 1906, all'età di 11 anni, la sua famiglia si trasferì a Brooklyn con la nave Sicllian Prince. Nel 1909 vinse una borsa di studio per la Brooklyn Prep e, qualche anno dopo, una seconda per un corso completo al St. Francis Xavier College, dove si laureò a pieni voti. Inoltre vinse un'altra borsa di studio post laurea alla Catholic University di Washington, D. C.
Dopo lo scoppio della Prima Guerra Mondiale, ha servito nell’esercito degli Stati Uniti, come maggiore di fanteria. Nel 1921 si laureò presso la Fordham Law School, nel 1922 fu ammesso alla professione forense, e esercitò a Brooklyn. Si sposò con Catherine Foran, con cui ebbe quattro figli.
Dopo l’abolizione del Board of Aldermen (consiglio municipale), di cui fu membro per più di 2 mandati, nel 1938 Peter H. Ruvolo, si candidò per il Parlamento nel 22º Distretto e venne eletto.
Per più di 10 anni fu un membro attivo del club democratico di quel distretto e suo vicepresidente. Ruvolo ebbe la sua prima carica quando nel 1934 fu nominato in sostituzione del Consigliere municipale James J. Morris. Venne rieletto altre due volte e si batté molto per avere dei giardini, parchi gioco e altre migliorie per la zona est di New York.
Nel 1938, dopo la sua elezione all’Assemblea, divenne noto per la sua abilità nel dibattere; l’anno seguente lottò per l’estensione dei sussidi ai ciechi, alle vedove e agli orfani.
Morì di infarto il 27 gennaio 1943, presso il Lutheran Hospital di Brooklyn, e venne seppellito nel St. John Cemetery in Middle Village, Queens.

## Carriera
- Consigliere municipale di New York City nel novembre 1934, per riempire il posto vacante a causa della morte di James J. Morris.[5]
- Rieletto nel 1935, rimase nel Consiglio fino al 1937.[3]
- Membro del New York State Assembly per la Kings County 22º Distretto, nel 1938
- Membro del New York State Senate (9º Distretto) nel 1939
- Dimessosi il 30 settembre 1939, per candidarsi per il Tribunale Municipale.[6]
- Giudice Municipale nel Tribunale Comunale di New York City (7º Distretto), dal 1940 al 1943[7]